# Thisted Arbejderforening
Thisted Arbejderforening var Danmarks første levedygtige brugsforening. Detailhandlen blev oprettet i maj 1866 på Lille Torv i Thisted på initiativ af pastor Hans Christian Sonne som Thisted Kjøbstads Arbejderforening. 
Allerede i 1850'erne var det forsøgt at etablere brugsforeninger i København, men dette mislykkedes efter få måneder. Arbejderforeningen i Thisted viste sig at være helt anderledes levedygtig og blev starten på hele den danske brugsforeningsbevægelse. Inspirationen til de danske brugsforeninger stammer fra Rochdale ved Manchester i England, hvor 28 arbejdere i 1844 åbnede den første brugsforening med mel, sukker og smør til fordelagtige priser.
5. april 2001 måtte Thisted Arbejderforening overdrage butikken til FDB med tilbagevirkende kraft fra 1. januar. Butikken hedder nu SuperBrugsen Thisted og er siden flyttet til langt større lokaler mellem Frederiks Torv og Vestergade.